# Фёвджул-фюсаха
Фёвджул-фюсаха (азерб. Fövcül-füsəha) — азербайджанское литературное общество, основанное Мирза Исмаилом Гасиром в Ленкорани в 1850-х годах.

## История
Кружок сформировался среди поэтов, учёных и художников Ленкорани и его окрестных сёл. В его состав входили люди разного сословия, образования и искусства. Наряду с поэтами, как Гасир, Хаяли, Аджиз, Кямин, Мирза Исмаил Тебризи, врач Молла Мухаммед, сапожник Мамедгулу, плотник Мухаммедхасан, а также представители знати, как Мир Гасым-бек, Мир Садыг-бек, Мир Алибей Талышинский. Участники общества также были разными по уровню образования. Помимо тех, кто хорошо владел персидским, арабским, талышским и русским языками, были и те, кто имели религиозное образование. Такое разнообразие отражалось и на мировоззрении участников. Особенно в стихах таких поэтов, как Мирали-бек Талышинский, Молла Мухаммед Муджрум, нет ничего, кроме духа строгой религиозности. Однако, их объединяла литература. Участники кружка собирались в доме сапожника Гусейнгулу, а иногда и в доме Моллы Мохсуна. Члены «Фёвджул-фюсаха» разных профессий не могли собираться днем, потому что были заняты работой. Каждый вечер собираться было невозможно, поэтому, поскольку собирались в основном по пятницам, то и заседания собрания проходили в этот день. «Фёвджул-фюсаха» имел регулярные контакты с литературными собраниями в других городах. Особенно отличился в этом отношении Мирза Исмаил Гасир. Из записей в различных дебрях и фрагментах видно, что он часто приезжал в Баку, принимал участие в «Маджмауш-шуара» и переписывался с шамахинскими поэтами. Кружок также имел связи с поэтами Дербента, Мирза Исмаил Гасир переписывался с Молла Фаизом Дербенди. Между поэтами общества и поэтами Ардебиля существовали регулярные контакты, и они принимали участие во встречах друг друга. Некоторые поэты «Фёвджул-фюсаха», такие как Муджрум, Аджиз и Хаяли также были родом из Ардебиля и переехали в Ленкорань в 1870-х годах. 

## Участники
- Мирза Исмаил Гасир
- Молла Феттах Сяхбан
- Агабаба Бихуд
- Уста Мухаммедхасан Надджар
- Мирза Иса Хаяли
- Хусейнгулу Шури
- Мирза Муталиб Арчивани
- Молла Алекпер Аджиз
- Молла Мухаммед Муджрум
- Мирза Агаали Алиев
- Кябля Бахышали Ахундов
- Мирза Ахмед Кямин
- Мирза Исрафил Махир
- Сарви
- Пюнхан
- Тахирли
- Мюхибб
- Мирза Алекпер Мухаггир
- Мир Хасан Сеидзаде
- Мир Ибрагим-хан Талышинский
- Мирза-бек Талышинский[7]
- Мир Садыг Талышинский
- Мирза Исмаил Сюрури
- Мирза Абдулахад Новрас
- Садыг-бек Мехмандаров
- Сеидали Кязымбеков
- Мирза Ахмед Зяргяр
- Мирза Алекпер Ахундов
- Ширали-бек Насирбеков
- Молла Мухаммед Хидеджи
- Мамедгулу
- Мир Гасым Талышинский
- Теймур-бек Байрамалибеков
- Молла Мухаммед Аджачи[2]